# 창세기 1:1

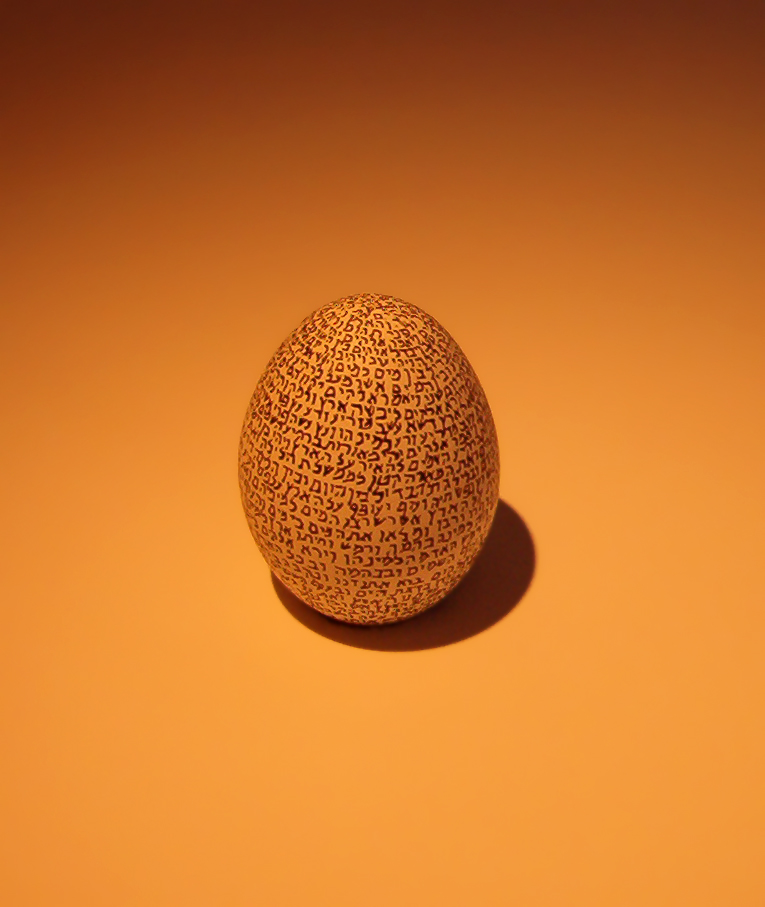
이스라엘 박물관 소장의 알에 쓰여진 베레시트 즉 창세기 제１장

창세기 1:1은 창세기 최초 장의 최초 마디이며, 천지창조의 모든 부분이다. 히브리어 사본은 다음과 같다.
בְּרֵאשִׁית בָּרָא אֱלֹהִים אֵת הַשָּׁמַיִם וְאֵת הָאָֽרֶץ(음역: 베레시트 바라 엘로힘 엣 하샤마임 베엣 하아렛츠). 이 마디는 적어도 아래처럼 세 가지 뜻으로 생각할 수 있다.
1. 우주가 완전 무결로 시작했다는 성명문 ('처음에 신이 하늘과 땅을 창조했다')
2. 신이 창조를 시작했었을 때 세계 상태를 묘사하는 성명문 ('처음에 신이 하늘과 땅을 창조했을 때, 땅은 자연인 채로 형태가 없었다')
3. 첫째와 유사하지만, 2절 전체를 배경으로 한 주요 주장은 3절에 있다는 것 ('처음에 신이 하늘과 땅을 창조했을 때, 땅은 자연인 채로 형태가 없었기 때문에, 신은 말했다…….').[1]

서기 2세기까지 첫째 뜻이 우세해서 신이 무엇도 없는 상태에서 우주를 창조했다는 개념이 발전하는데 중요한 것이 되었다. (creation ex nihilo) 그러나, 현대 학자들은 둘째 뜻이 원문 의미에 가깝다고 생각하고 있다.
신이 무로부터 이 세계를 창조했다는 개념(creation ex nihilo)은 오늘날 이슬람교, 기독교, 유대교에서 지배적이지만, 이 개념은 창세기나 히브리어 성서 전체에서 직접 찾을 수 없다. 창세기 1장은 기원전 400-500년 경 기록되었지만, 그 저자들은 물건(신이, 사람이 살 수 있도록 우주에 만든 물질)의 기원이 아니라, 숙명의 수정에 관심이 있었다. 이것은 서기 2세기에도 같은 상황이었지만, 원시 기독교 학자들은 이 세상을 형성하는 개념과 신의 전능 사이에서 갈등하기 시작했다. 3세기 초두까지 이 갈등은 해소되어 이 세상을 형성하는 개념을 극복해, ex nihilo의 창조가 기독교 신학의 기본 신조가 되었다.

## 마소라 본문
마소라 본문에서는, 이 마디는 이하대로이다.
- 자음만: בראשית ברא אלהים את השמים ואת הארץ‎
- 모음 부호와 구두점 부: בְּרֵאשִׁית, בָּרָא אֱלֹהִים, אֵת הַשָּׁמַיִם, וְאֵת הָאָרֶץ‎
- 음역: 베레시트 바라 엘로힘 엣 하샤마임 베엣 하아렛츠

## 해석과 번역
창세기 1장 1, 2절은 적어도 이하의 3방법의 뜻을 생각할 수 있다.
1. 우주가 완전 무결로 시작했다는 성명문 ('처음에 신은 하늘과 땅을 창조했다.')
2. 신의 창조가 개시되었을 때의 세계 상태를 묘사하는 성명문 ('처음에 신이 하늘과 땅을 창조했을 때, 땅은 자연인 채로 형태가 없었다.')
3. 창세기 1장 2절 전체를 배경 정보로 파악하는 것 ('처음에 신이 하늘과 땅을 창조했을 때, 땅은 자연인 채로 형태가 없었기 때문에, 신은, 빛이 있으라, 라고 말했다.')[1]

### 베레시트
(~의) 처음에
최초의 말은 '베레시트'(בְּרֵאשִׁית‎)이다. 그 요소는 이하와 같다.
- '베' ('~에' ["at / in"])
- '레시'/'로시' (-reish / rosh-) (ראש‎, "머리")
- '트' (-it) ית‎, '~의 (of)'를 암시하는 문법적인 표지

완성한 말은 한자의 뜻적으로는 '[~의] 머리에'를 의미하고 있어, 구어 표현으로는 '[~의] 처음에'가 된다. 같은 구문은 히브리어 성서의 어디에도 있지만, 통상은 왕의 통치의 시작을 취급한다.

### 바라
[남성은] 창조한/창조했을 때
두번째의 말은 히브리어의 동사 바라 (ברא‎)이다. 이 말은 남성형이며, '남성'을 암시하고 있다. (영어의 동사에서는 남성, 여성, 그 외의 구별은 없다) 이 동사의 특이한 점은 그 주어로서 항상 '신'을 이용하고 있는 것이다. 이것은, 유일신만이 '바라' (창조하는) 일이 생긴다는 의미이다. 즉 이 말은 창세기 1장의 신의 창조를 표현하는 고유 동사이다. '바라'는 창세기 2장 3, 4절에서도 사용되고 있다. 이 의미는 현대의 의미의 '창조하는 것'이 아니고, 구별·분리 내지 역할을 할당하는 (예를 들면 아담과 에바의 창조에 즈음해, 신이 '남녀'의 성별을 나누는) 것이다.

### 엘로힘
신
엘로힘 (אלהים‎)은 이스라엘의 신인가 다른 나라의 신인가에 관련 없이 '신'을 나타내는 일반적인 말이다. 이 말은 창세기 1장을 통해서 이용되어 창세기 2장으로 받아들여지는 '엘로힘 YHWH' 즉 '신 YHWH'라고 명암을 가지고 있다.

### 엣 하샤마임 베엣 하아렛츠
하늘과 땅
엣 (אֵת‎)은 동사의 목적어의 앞에 이용되는 분사이다. 이 경우, '하늘과 땅' ('모든 것'을 의미하는 비유 표현)이 창조된 것을 의미한다. 샤마임 (하늘)과 아렛츠 (땅)의 앞을 뒤따르는 '하'라는 말은 정관사로, 영어의 'the'에 상당한다. 샤마임은 복수형 '임 (-im)'로 끝나 이 말이 단수형이 아니고 복수형 '하늘' (영어로는 "heavens")인 것을 의미한다.

## 같이 보기
- 창세기
- 천지창조
- Parashat Bereshit

### 인용
1. 1 2  Bandstra 1999, 38-39쪽.
2. ↑  May 2004, 179쪽.
3. ↑  Blenkinsopp 2011, 3-31쪽.
4. ↑  Walton 2006, 183쪽.

### 도서 목록
- Alter, Robert (2004). 《The Five Books of Moses》. W. W. Norton & Company. ISBN 0-393-33393-0.
- Bandstra, Barry L. (1999). 《Reading the Old Testament: An Introduction to the Hebrew Bible》. Wadsworth Publishing Company. 576쪽. ISBN 0-495-39105-0.
- Blenkinsopp, Joseph (2011). 《Creation, Un-Creation, Re-Creation: A Discursive Commentary on Genesis 1-11》. T&T Clarke International.
- Dumbrell, William J. (2002). 《The Faith of Isarel: A Theological Survey of the Old Testament》. Baker Academic.
- Hamilton, Victor P (1990). 《The Book of Genesis:  Chapters 1-17》. New International Commentary on the Old Testament (NICOT). Grand Rapids: William B. Eerdmans Publishing Company. ISBN 0-8028-2521-4.
- Knight, Douglas A (1990). 〈Cosmology〉.   Watson E. Mills (General Editor). 《Mercer Dictionary of the Bible》. Mercer University Press. ISBN 0-86554-402-6.
- May, Gerhard (2004). 《Creatio ex nihilo》. T&T Clarke International.
- Nebe, Gottfried (2002). 〈Creation in Paul's Theology〉.   Hoffman, Yair; Reventlow, Henning Graf. 《Creation in Jewish and Christian Tradition》. Sheffield Academic Press. ISBN 9780567573933.
- Walton, John H. (2006). 《Ancient Near Eastern Thought and the Old Testament: Introducing the Conceptual World of the Hebrew Bible》. Baker Academic. ISBN 0-8010-2750-0.
- Wenham, Gordon (2003). 《Exploring the Old Testament: A Guide to the Pentateuch》. Exploring the Bible Series 1. IVP Academic. 223쪽.

### 관련 문헌
- Curzon, David. Modern poems on the Bible: an anthology. Phila: Jewish Publication Society, 1994.
- Full translation of Rashi on Genesis 1:1
- "Genesis 1:1." Online Parallel Bible.
- Jewish Publication Society. The Torah: The Five Books of Moses (3rd ed). Philadelphia: 1999.
- Kselman, John S. “Genesis” in Harper’s Bible Dictionary.
- Rosenbaum and Silberman. Pentateuch with Rashi’s Commentary.
- The Oxford Annotated Bible with the Apocrypha
- Torat Chaim Chumash. Mossad HaRav Kook. 1986
- Urbach, Ephraim E. The Sages: the world and wisdom of the rabbis of the Talmud.
- Von Rad, Gerhard. Genesis: A commentary. Phila: The Westminster Press, 1972

| 이전 - | 창세기 | 이후 창세기 1:2 |